# Partido Demócrata de Corea
El Partido Demócrata de Corea (en coreano: 더불어민주당; Hanja: 더불어民主黨) anteriormente conocido como la Nueva Alianza Política para la Democracia (NPAD), es un partido político de centroizquierda en Corea del Sur. Su abreviatura oficial es DPK.
Fue fundado el 26 de marzo de 2014, como una fusión del Partido Democrático y el Partido de la Nueva Visión Política (PNVP) como comité preparatorio para la creación de un partido político. Legalmente, sin embargo, el PDJ es un partido de nueva creación y el antiguo Partido Democrático Unido fue absorbido por el PDJ después de la creación del partido. El comité preparatorio de la PNVP se disolvió y los militantes que apoyan la fusión se unieron a la NAPD individualmente. Por lo tanto, el PNVP nunca fue establecido oficialmente.

## Historia

Logo del NPAD (2014–2015)

El Partido Demócrata se formó como la Nueva Alianza Política para la Democracia, el 26 de marzo de 2014 después de la facción independiente liderada por Ahn Cheol-soo, en aquel entonces se inició el proceso de formar un partido llamado Nueva Visión Política. Partido fusionado con el principal partido de oposición, el Partido Demócrata, dirigido por Kim Han-gil. Ahn y Kim se convirtieron en líderes conjuntos del nuevo partido. Sin embargo, el partido tuvo un desempeño bajo en las elecciones parciales de julio, y ambos líderes renunciaron, habiendo servido durante tres meses. La dirección del partido fue asumida por un comité de emergencia.
Al año siguiente, en una convención del partido el 7 de febrero de 2015, Moon Jae-in fue elegido nuevo presidente del partido. Moon anteriormente se había desempeñado como jefe de personal del expresidente Roh Moo-hyun. Moon fue criticado por imponer un dominio a favor del expresidente Roh en el partido, ya que Ahn y Kim fueron abucheados y acosados en un servicio conmemorativo para Roh en mayo de 2015.
El partido perdió apoyo a medida que se intensificaba el conflicto entre facciones, cayendo de alrededor del 40 al 30 por ciento en las encuestas de opinión. Una encuesta realizada del 12 al 14 de noviembre mostró que los partidarios del partido querían que Ahn y el alcalde de Seúl, Park Won-soon, asumieran pronto el liderazgo junto a Moon. El 29 de noviembre, Ahn rechazó una propuesta de Moon para establecer un liderazgo conjunto, y el mes siguiente presentó a Moon un ultimátum, exigiendo que convocara una convención para elegir un nuevo líder del partido. Moon lo rechazó, y Ahn abandonó el partido.
Ahn fue apoyado por una serie de miembros de la Asamblea Nacional de NPAD, que también abandonaron el partido, incluido su antiguo líder y fundador Kim Han-gil, el grupo comenzó los preparativos para formar un nuevo partido. El 12 de enero, Kwon Rho-kap, un ex asistente del presidente Kim Dae-jung y una figura popular en el bastión tradicional del partido de Honam, también abandonó el partido, por el mismo motivo. Mientras tanto, Ahn y Kim fusionaron ambos grupos, para formar el Partido Popular.
Tras las deserciones, el NPAD pasó a llamarse Partido Demócrata de Corea el 27 de diciembre de 2015, y Moon renunció como presidente el 27 de enero de 2016. Moon entregó el poder a Kim Chong-in, un académico y ex asambleísta que se había desempeñado más recientemente como asesor de la presidenta conservadora Park Geun-hye. Kim fue visto como una elección inesperada, ya que había trabajado anteriormente para las administraciones de los conservadores Chun Doo-hwan y Roh Tae-woo en la década de 1980.

## Posiciones políticas
El Partido Demócrata no tiene una ideología oficial y consistente, pero generalmente se lo describe como un partido liberal debido a su posición histórica liderada por las fuerzas del movimiento de democratización de Corea del Sur que opusieron la dictadura militar conservadora anticomunista. El espectro político del Partido Demócrata también se describe como de centro a centroizquierda. Este partido a veces se describe como un partido progresista, pero no es un punto de vista tan universal. Las figuras claves del partido y algunos medios de comunicación lo describen como de centroderecha y conservador.

### Políticas económicas
El Partido apoya la economía de mercado, pero también valora la necesidad de la intervención estatal en el mercado. La Parte se comprometió en 2020 a implementar una versión del Green New Deal para llevar a Corea del Sur a la neutralidad de carbono para 2050.

### Políticas laborales
El Partido adopta una postura favorable a la intervención del gobierno en el mercado, manteniendo cierta distancia con la política laboral y los movimientos laborales. Por esta razón, los laboristas describen a los Demócratas como un partido de conservadurismo liberal.

### Políticas sociales
El Partido adopta una postura conservadora sobre cuestiones sociales y culturales. El Partido se opuso a la legislación de la homosexualidad y el Matrimonio entre personas del mismo sexo en Corea del Sur durante las elecciones locales de 2018. Además, algunos políticos demócratas han adoptado una postura muy conservadora sobre algunos temas sociales.
Sin embargo, no es socialmente conservador en todos los sentidos. El conservadurismo social del partido, son en temas relacionados con LGBT y feminismo, se basa principalmente en el cristianismo, por lo que muestra una posición liberal moderada.

### Reunificación de Corea
El Partido apoya firmemente la desnuclearización de la península de Corea y aspira a mantener relaciones pacíficas con Corea del Norte. El partido también aboga oficialmente por incrementar los intercambios y la cooperación con el Norte para crear una base para la reunificación. Algo criticado por los conservadores por ser demasiado conciliadores con Corea del Norte.

## Líderes del partido

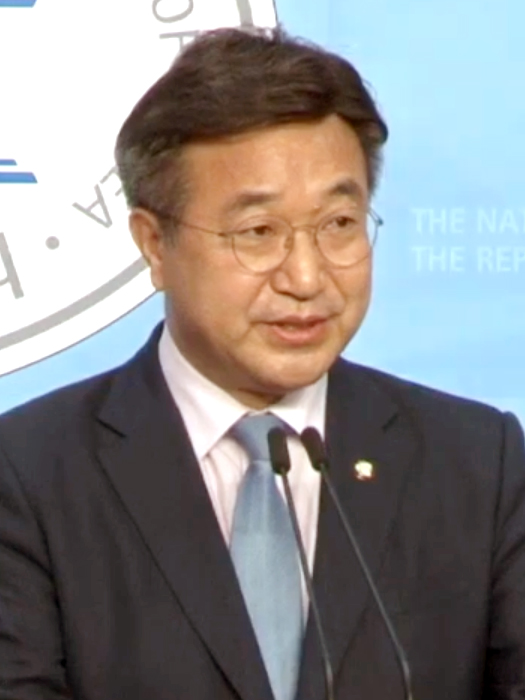
Yun Ho Jung (en la foto) y Park Ji Hyun, ex colíderes del DPK

1. Kim Han-gil y Ahn Cheol-soo (26 de marzo de 2014-31 de julio de 2014)
2. Park Young-sun (4 de agosto de 2014-18 de septiembre de 2014)
3. Moon Hee-sang (18 de septiembre de 2014-9 de febrero de 2015)
4. Moon Jae-in (9 de febrero de 2015-27 de enero de 2016)
5. Kim Chong-in (27 de enero de 2016-27 de agosto de 2016)
6. Choo Mi-ae (27 de agosto de 2016-25 de agosto de 2018)
7. Lee Hae-chan (25 de agosto de 2018-29 de agosto de 2020)
8. Lee Nak-yeon (29 de agosto de 2020-9 de marzo de 2021)
9. Kim Tae-nyeon (9 de marzo de 2021-8 de abril de 2021)
10. Do Jong-hwan (8 de abril de 2021-16 de abril de 2021)
11. Yun Ho-jung (16 de abril de 2021-2 de mayo de 2021)
12. Song Young-gil (2 de mayo de 2021-10 de marzo de 2022)
13. Yun Ho Jung y Park Ji Hyun (10 de marzo de 2022-7 de junio de 2022)
14. Woo Sang-ho (7 de junio de 2022-28 de agosto de 2022)
15. Lee Jae-myung (28 de agosto de 2022-9 de abril de 2025)
16. Park Chan-dae (9 de abril de 2025- )

## Resultados electorales

### Elecciones presidenciales
|  | 41.08 % |

|  | 47.83 % |

|  | 49.42 % |

### Elecciones legislativas
|  | 37.0 % |

|  | 49.9 % |

|  | 50.5 % |